# Infrastruktur-Daten-Management für Verkehrsunternehmen

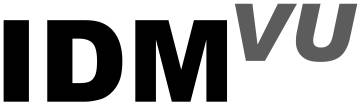
Logo

Infrastruktur-Daten-Management für Verkehrsunternehmen (kurz IDMVU) bezeichnet das Infrastruktur-Daten-Management für Verkehrsunternehmen auf Grundlage eines standardisierten Datenmodells. Die Basis hierfür bildet das IDMVU-Datenmodell mit dem Austauschformat IDM-GML.
Das IDMVU-Datenmodell ist das Ergebnis von Forschungsvorhaben, welche vom damaligen Bundesministerium für Verkehr, Bau und Stadtentwicklung (BMVBS) seit 2001 initiiert und durchgeführt wurden. Partner des Projekts sind der Verband Deutscher Verkehrsunternehmen VDV, die Überwachungsgemeinschaft Gleisbau e.V., die DB Netz AG und verschiedene Verkehrs-, Software- und IT-Unternehmen. Es wurde ein Schnittstellenstandard für den Datenaustausch in den Bereichen Planen, Bauen, Betreiben (Instandhalten) und Entsorgen von Infrastrukturanlagen entwickelt, der als VDV-Standard 456 eingeführt wurde. Für die Pflege- und Weiterentwicklung des Projekts wurde die Fach- und Koordinierungsstelle IDMVU eingerichtet.
Mit der Verwendung des auf dem GML-Standard basierenden IDM-GML-Formats entfällt für Unternehmen der Zwang, eigene Schnittstellen zur Kommunikation zwischen eingesetzten Softwareprodukten einzusetzen. Durch die Möglichkeit, verschiedene IT-Systeme zu kombinieren, kann z. B. bedarfsorientierte Instandhaltung einfacher durchgeführt werden.